# Grande Canarie
La Grande Canarie, en espagnol Gran Canaria, est une île d'Espagne située dans l'océan Atlantique et faisant partie des îles Canaries. Deuxième île la plus peuplée de cet archipel, la plus grande ville, Las Palmas de Grande Canarie, est aussi la capitale de la province de Las Palmas et cocapitale avec Santa Cruz de Tenerife de la communauté autonome des îles Canaries. En outre, Las Palmas de Gran Canaria est la plus grande ville des îles Canaries et forme l'une des dix zones métropolitaines les plus peuplées d'Espagne.
La Grande Canarie est parfois comparée à un continent en miniature en raison de la diversité de ses paysages et de ses climats. La Grande Canarie, avec une superficie de 1 560 km2 et une altitude maximum de 1 961 m avec le Morro de la Agujereada, est la troisième plus grande île de l'archipel en étendue et en altitude.
Le 29 juin 2005, la Grande Canarie a été reconnue par l'Unesco en tant que réserve de biosphère,. Ainsi, la surface protégée représente 46 % du territoire insulaire, complété par 100 459 ha de zone marine.

## Géographie et environnement
La Grande Canarie est située dans l'océan Atlantique, au large des côtes africaines, et fait partie des îles Canaries dont elle est l'île la plus centrale. De forme circulaire, l'île culmine au pic de las Nieves qui s'élève à 1 950 mètres d'altitude. L'île comporte plusieurs caps et péninsules dont la plus grande, située dans le Nord-Est de l'île, est occupée par Las Palmas de Grande Canarie, plus grande ville et plus grand port des Canaries. Elle est reliée au sud de l'île via la côte orientale par une autoroute qui dessert l'aéroport de Gran Canaria.

Vues de la Grande Canarie
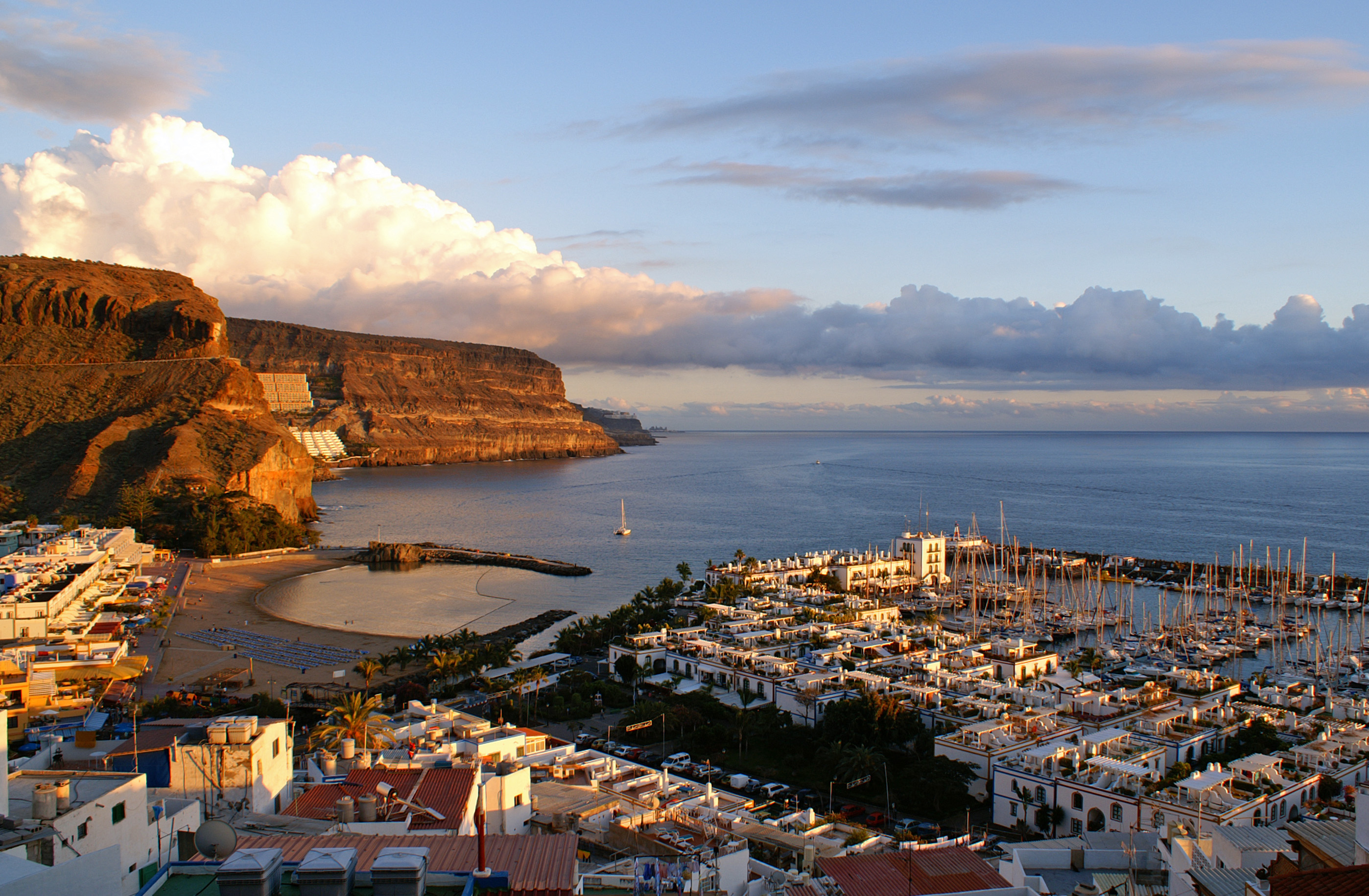
Vue de Puerto de Mogán.
Animation représentant la Grande Canarie en trois dimensions.

### Flore
À l'origine, la Grande Canarie est une des îles Canaries avec un important massif forestier. Mais après la conquête de l'archipel, l'île a subi une sérieuse déforestation en raison de l'exploitation forestière continue, des divisions de terres et d'autres utilisations intensives. La couverture forestière a été réduite à seulement 56 000 hectares à cause de l'action humaine. Cependant, après l'arrêt du déboisement au XXe siècle, une partie de la surface de la forêt perdue a depuis été regagnée. La majeure partie du sommet de l'île est boisée.

### Faune
Diverses espèces d'animaux ont été découvertes à l'intérieur ou sur les côtes de la Grande Canarie (dont plusieurs sont endémiques de cette île ou des îles occidentales de l'archipel) et nommées avec l'épithète spécifique grancanariensis ou grancanariense, notamment un escargot de mer, deux coléoptères et plusieurs araignées. Un genre d'araignées a également été nommé en référence à la Grande Canarie : Grancanaridion.

## Histoire
Comme pour le reste de l'archipel, le moment où les premiers colons arrivent à Gran Canaria est inconnu. Cependant, la plupart des archéologues l'estime au milieu du premier millénaire avant notre ère, venant de l'Afrique voisine.

### La conquête

#### Conquête initiée par des Castillans et des Français
En 1402, Jean de Béthencourt part coloniser les Canaries en deux temps, et finalement pour le compte du roi Henri III de Castille,. Il installe une colonie sur trois îles de l'archipel, mais ne parvient pas à coloniser les quatre autres. Par la suite, les indigènes présentant une forte résistance, il revend l'archipel aux Espagnols.
L'incorporation de l'île à la couronne castillane est un processus qui dure cinq ans dont on peut distinguer trois étapes :

##### Conquête de l'archipel - phase initiale (de juin à décembre 1478)
Le 24 juin 1478, débarque à La Isleta, l'expédition commandée par Juan Rejón et Deán Bermúdez, représentant de l'évêque de Rubicon Juan de Frías, l'un des financiers de la conquête. Ce jour-là, à côté de la Guiniguada, le Real de Las Palmas est fondé. Quelques jours plus tard, la première confrontation a lieu dans le voisinage du Real, dans laquelle les insulaires sont vaincus. Cette victoire initiale permet aux Castillans de contrôler la partie nord-est de l'île.

##### Résistance autochtone et divisions castillanes  (de fin 1478 à 1481)
La résistance aborigène dans l'intérieur montagneux de l'île, le manque d'hommes et de moyens matériels et les désaccords internes du côté conquérant constituent les principales marques de cette période. Au cours de cette étape, Juan Rejón est licencié par ordre des Rois Catholiques, et remplacé par Pedro Fernández de Algaba. Rejón est envoyé à Séville où il est pardonné. Il retourne à l'île, où il exécute Algaba. Devant l'excès de Rejon, Pedro de Vera est nommé nouveau gouverneur de l'île, ce qui met fin aux conflits internes qui ont duré jusqu'en 1481.

##### Fin de la résistance aborigène et conquête de l'île  (1481-1483 )

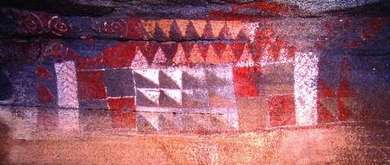
Cueva Pintada

Pedro de Vera, maintenant leader incontesté des Castillans, reprend la conquête de l'intérieur de l'île et le guanartemato de Gáldar. Il compte pour cela avec l'arrivée de nouveaux renforts humains apportés par Diego García de Herrera, qui a envoyé un nombreux contingent de gomeros. Les victoires castillanes ont lieu à la Bataille de Arucas, dans laquelle tombe le leader aborigène Doramas. La capture de Tenesor Semidán, guanarteme de Gáldar, par Alonso Fernández de Lugo, est un facteur décisif pour l'aboutissement de la conquête. Fernando Guanarteme est envoyé en Castille, enseigné, et baptisé sous le nom de Fernando Guanarteme. Après signature avec le roi Ferdinand III de Castille le "Pacte de Calatayud", il devient un allié fidèle et précieux des conquérants, dans leur tâche de pacification. Son attitude est controversée par les historiens : traître à la cause aborigène pour certains, négociateur habile qui réussit à préserver de nombreuses vies pour d'autres. Enfin, le 29 avril 1483, à côté de la forteresse Ansite, certains chefs guanches comme Guayarmina Semidán sont capturés, d'autres se suicident comme le leader canari BENTEJUI avec le Faycán de Telde, au cri d'"Atis Tirma" (pour ma Terre).
Au XVIe siècle, se développe la société coloniale canarienne, dont un long processus prolongé d'acculturation de la population aborigène. Les conquérants castillans et les financeurs de la conquête partagent les terres de l'île en s'appropriant les zones les plus favorisées et surtout les puits et les ravins pour l'approvisionnement en eau. Ce facteur-clé du contrôle des points d'eau demeure tout au long de l'histoire de La Grande Canarie, comme de toutes les îles de l'archipel.
En même temps, des colons portugais commencent à arriver, avec les premiers moulins à sucre, ainsi que des marchands génois, flamands et aragonais.
D'autre part, la population aborigène survivante est contrainte d'accepter les conditions imposées par les conquérants : évangélisation, conversion au christianisme, baptême, (incitation à l')abandon des croyances et pratiques traditionnelles, réputées païennes et donc persécutées par l'Inquisition.
L'usage de la langue guanche (insuloamazigh) utilisée à Gran Canaria est discriminé.
Malgré cela, certains groupes survivent à l'écart dans les montagnes les plus discrètes de l'intérieur de l'île en préservant leurs coutumes et en refusant de faire partie de la nouvelle société coloniale. Ils s'appellent "Inekaren", debout, levés, dressés et pendant des décennies ils peuplent l'intérieur de l'île où la présence castillane demeure presque inexistante, se consacrant à l'agriculture et à l'élevage et inconscients des changements sociaux qui se produisent après la conquête. Beaucoup de Canariens guanches sont pourchassé, persécutés, exécutés, déportés dans des endroits comme Madère ou, dans le pire des cas, asservis et/ou vendus sur les marchés européens. Inekaren est également la dénomination depuis 2008 d'une organisation révolutionnaire canarienne, qui rejoint en 2013 le congrès mondial amazigh.
Cependant, l'esclavage est rapidement devenu monnaie courante aux Canaries, jusqu'à l'édit soutenu par la reine Isabelle de Castille qui l'interdit.

### Patrimoine archéologique

#### "La Cueva Pintada"
Le Musée et parc archéologique Cueva Pintada est un des espaces archéologiques les plus importants de Gran Canaria. Situé dans le centre historique de la ville de Gáldar, son objectif est de garantir la conservation, la recherche et la communication autour d'un gisement parmi les plus singuliers de l'Archipel des Canaries.

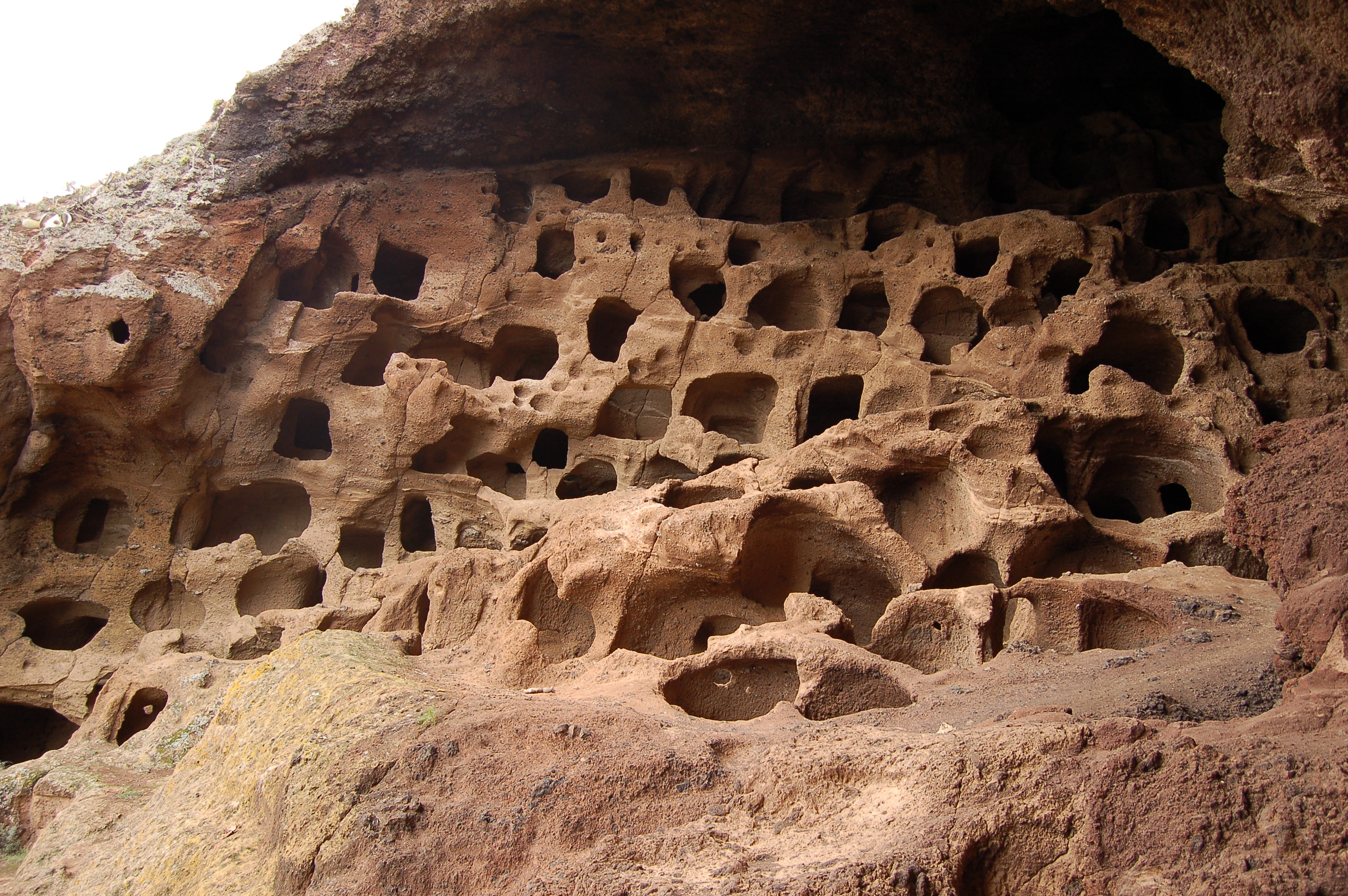
Cenobio de Valerón

#### Grenier à grains de Valerón
Spectaculaire grenier collectif d'origine aborigène. En un escarpement sur les hauteurs de la Montaña del Gallego, se trouve ce gisement bâti par les anciens Canariens il y a plus de 800 ans.

## Culture

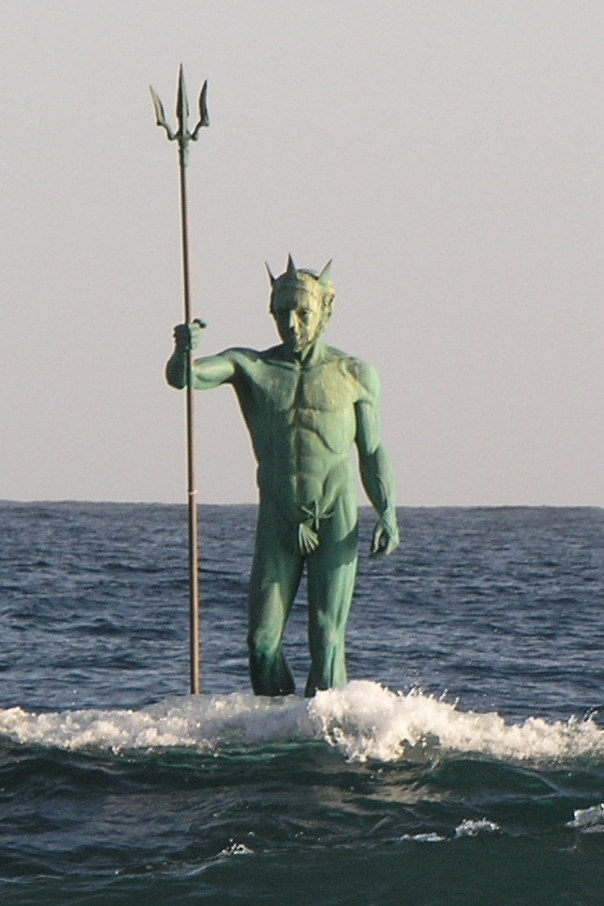
Neptuno del Puntón, à Telde, marbre de Luis Arencibia.

### Festivités et événements

#### Carnaval
Le carnaval de Las Palmas de Grande Canarie est l’une des fêtes les plus anciennes, avec plus d’histoire et de caractère propre à la capitale Gran Canarie. L’année 1998 a marqué un tournant dans l’histoire récente du carnaval de Las Palmas de Gran Canaria, avec la célébration du premier Gala Drag Queen qui a dépassé toutes les attentes et qui depuis lors s’est consolidée comme une référence et une lettre de présentation des fêtes à l’étranger. 

#### Gay Pride
Les rues de Playa del Inglés sont en outre la scène du plus grand défilé du jour de l'Orgullo Gay de Canarias.

#### Religion
Une autre célébration importante est la Vierge del Pino, patronne de la Grande Canarie, qui se déroule le 8 septembre à Teror. Les romerias sont célébrées dans d'autres parties de l'île comme celles de Notre-Dame-des-Neiges (Agaete), Las Marías (Santa María de Guía de Gran Canaria) ou encore Saint Antoine de Padoue (Moya). En l'honneur de Notre-Dame-des-Neiges en Agaete se célèbre la fête de La Rama.

### Symboles naturels
Les symboles naturels de la Grande Canarie sont le Dogue des Canaries (Canis lupus familiaris) et le "Cardón" ( Euphorbia canariensis )

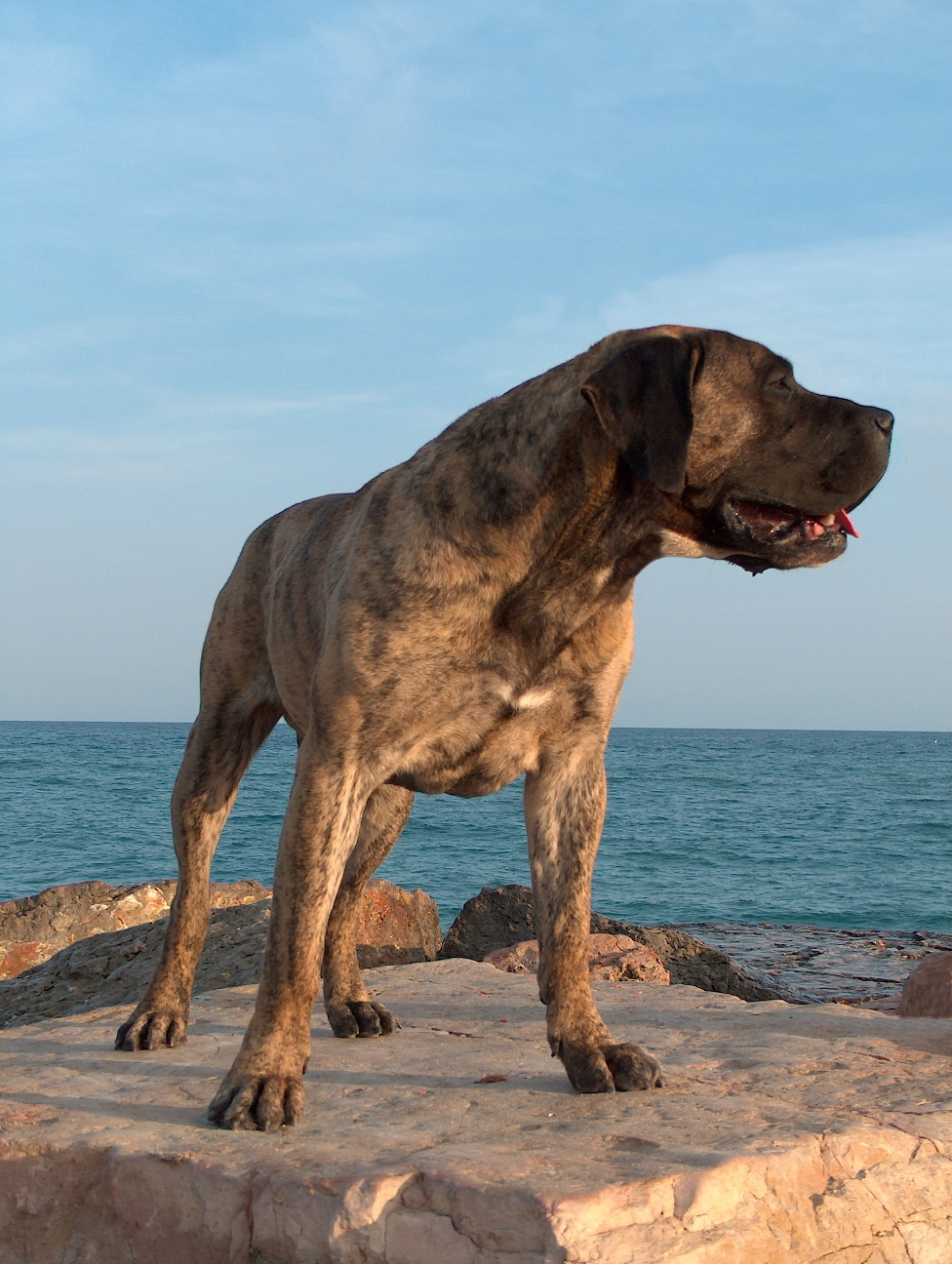
Canis lupus familiaris
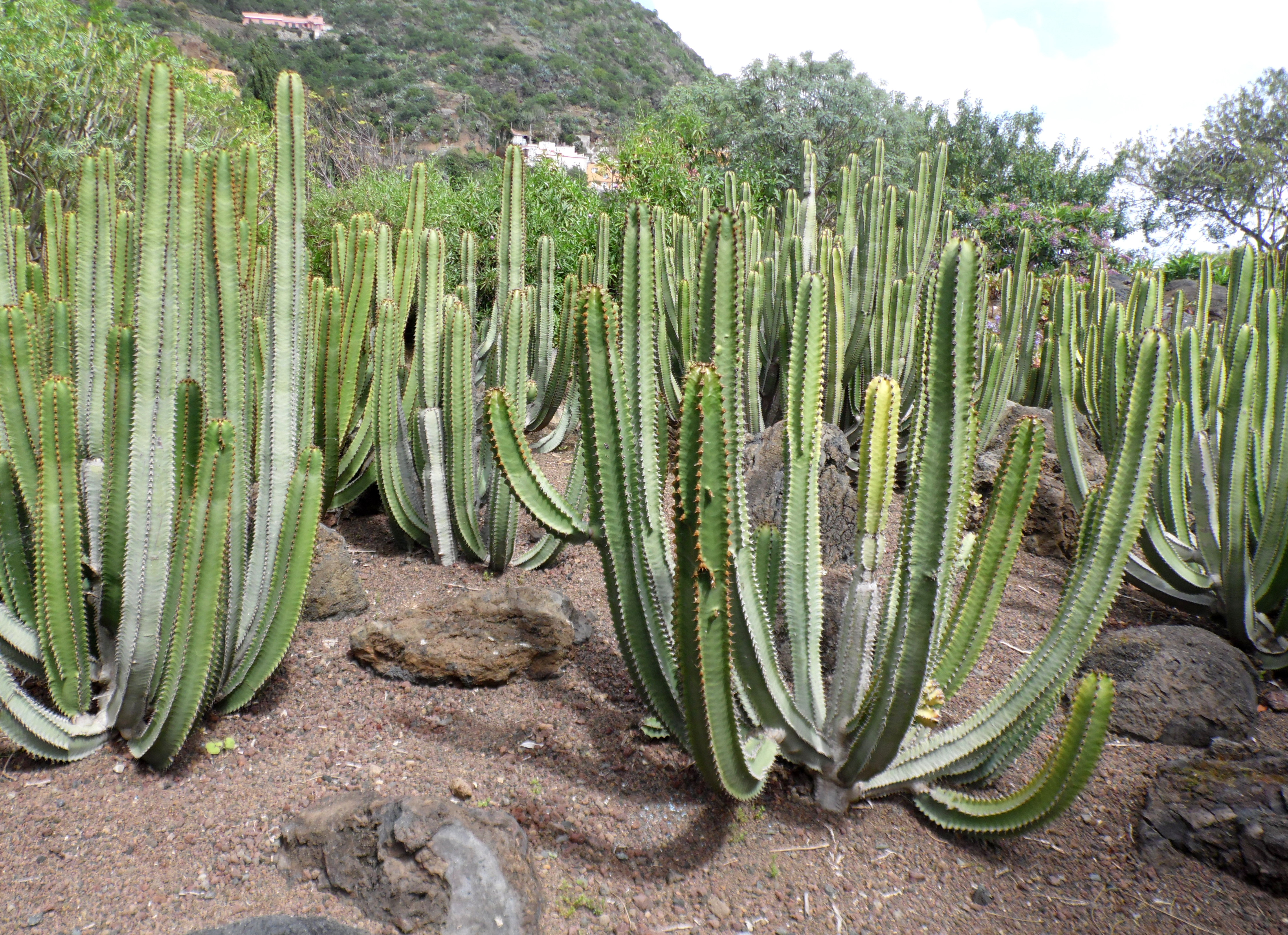
Euphorbia canariensis

## Administration
La Grande Canarie fait partie de la province de Las Palmas de la communauté autonome des îles Canaries. L'île comprend 21 communes :
| - Agaete - Agüimes - Artenara - Arucas - Firgas - Gáldar - Ingenio - Mogán - Moya - La Aldea de San Nicolás | - Las Palmas de Grande Canarie (capitale) - San Bartolomé de Tirajana - Santa Brígida - Santa Lucía de Tirajana | - Santa María de Guía de Gran Canaria - Tejeda - Telde - Teror - Valleseco - Valsequillo de Gran Canaria - Vega de San Mateo |  |

## Économie
La principale ressource économique de la Grande Canarie est le tourisme. L'île est l'une des destinations les plus populaires des Canaries, avec des plages de sable blanc, des montagnes verdoyantes, des parcs naturels et des activités de plein air. Les visiteurs viennent du monde entier pour profiter des températures chaudes tout au long de l'année, des nombreux hôtels et des nombreux restaurants et bars. Le tourisme est le principal moteur de l'économie de l'île, générant des revenus importants pour l'industrie hôtelière, la restauration, les activités de loisirs et les services.
- L'agriculture est également une ressource économique importante pour l'île, en particulier les cultures de fruits et légumes, ainsi que les cultures d'agrumes, de vignes et de fruits tropicaux. Le commerce et l'industrie (notamment les produits manufacturés et les produits chimiques) sont également des secteurs importants pour l'économie de l'île.

- Enfin, le port de Las Palmas de Gran Canaria est un important port commercial de la région, qui attire les activités de transbordement et de commerce international.

## Personnalités
- Jane Millares Sall (1928-2022), peintre et sculptrice